# Lispe consanguinea
Lispe consanguinea este o specie de muște din genul Lispe, familia Muscidae, descrisă de Friedrich Hermann Loew în anul 1858. Conform Catalogue of Life specia Lispe consanguinea nu are subspecii cunoscute.